# Jeunesse Sportive Madinet de Béjaïa
Il Jeunesse Sportive Madinet de Béjaïa è una società calcistica algerina con sede nella città di Béjaïa.
Fondato nel 1936, il club milita in Ligue 2, la seconda serie del campionato algerino di calcio.

## Palmarès

### Competizioni nazionali
- Coppa d'Algeria 1

2008
- Terzo Orientale.Gr : 1

1998

### Altri piazzamenti
- Campionato algerino:

Secondo posto: 2010-2011, 2011-2012
Terzo posto: 2006-2007, 2008-2009
- Coppa d'Algeria:

Finalista: 2018-2019
- Ligue 2:

Secondo posto: 2005-2006

## Partecipazioni in competizioni CAF
- CAF Champions League
  - 2013 - Ottavi di finale
- Coppa della Confederazione CAF
  - 2013 - Ottavi di finale
- Coppa delle Coppe del Nord Africa
  - Finalista : 2009

## Organico

### Rosa 2016-2017
| N. |                    | Ruolo | Calciatore               |
| -- | ------------------ | ----- | ------------------------ |
| 1  | Algeria (bandiera) | P     | Sofiane Kacem (capitano) |
| 16 | Algeria (bandiera) | P     | Yacine Djebarat          |
| 30 | Algeria (bandiera) | P     | Hemida Adnane            |
| 13 | Algeria (bandiera) | D     | Slimane Allali           |
| 7  | Algeria (bandiera) | D     | Farouk Benmanssour       |
| 21 | Algeria (bandiera) | D     | Messaoud Douli           |
| 27 | Algeria (bandiera) | D     | Oussama Khellaf          |
| 18 | Algeria (bandiera) | D     | Amine Megateli           |
| 22 | Algeria (bandiera) | D     | Abdelmalek Merbah        |
| 25 | Algeria (bandiera) | D     | Fouad Bouzeraà           |
| 23 | Algeria (bandiera) | C     | Abdelhak Atek            |

| N. |                    | Ruolo | Calciatore           |
| -- | ------------------ | ----- | -------------------- |
| 17 | Algeria (bandiera) | C     | Billel Bensaha       |
| 11 | Algeria (bandiera) | C     | Rafik Lahlouh        |
| 20 | Francia (bandiera) | C     | Mehdi Latrèche       |
| 10 | Algeria (bandiera) | C     | Hamza Ouanas         |
| 8  | Algeria (bandiera) | C     | Mohammed Billel Rait |
| 6  | Algeria (bandiera) | C     | Mourad Zerrouki      |
| 28 | Algeria (bandiera) | C     | Farès Betraoui       |
| 29 | Algeria (bandiera) | C     | Syfax Hammouche      |
| 14 | Algeria (bandiera) | A     | Lakhder Drifel       |
| 9  | Algeria (bandiera) | A     | Abdelmalik Hadef     |
| 19 | Algeria (bandiera) | A     | Farès Hemitti        |